# Anna Kornacka

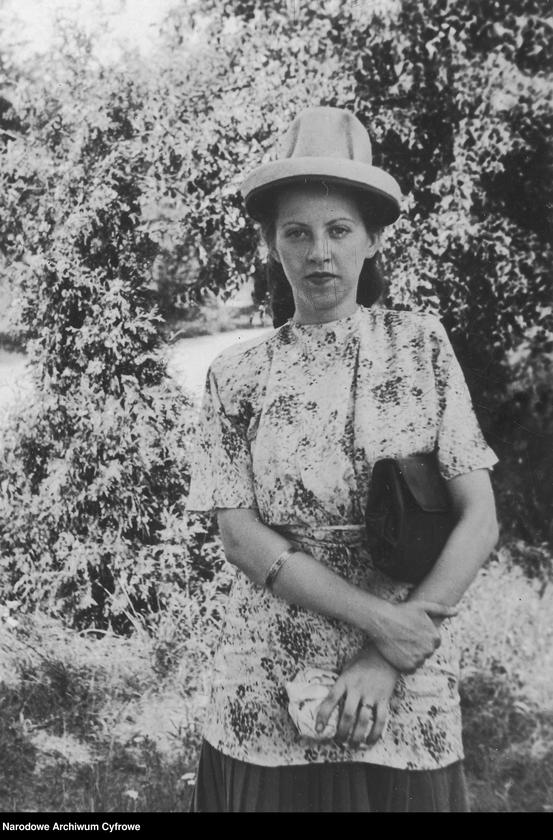
Anna Kornacka

Anna Kornacka z domu Mikiel, primo voto Juzwa, pseudonim „Anka” (ur. 1925, zm. 20 marca 2008) – polska dziennikarka.
W czasie okupacji niemieckiej była kapralem podchorążym AK, uczestniczyła w powstaniu warszawskim. Po wojnie przez 44 lata była publicystką Expressu Wieczornego, gdzie poruszała tematy społeczne i edukacyjne. Była laureatką Nagrody Miasta Stołecznego Warszawy. 

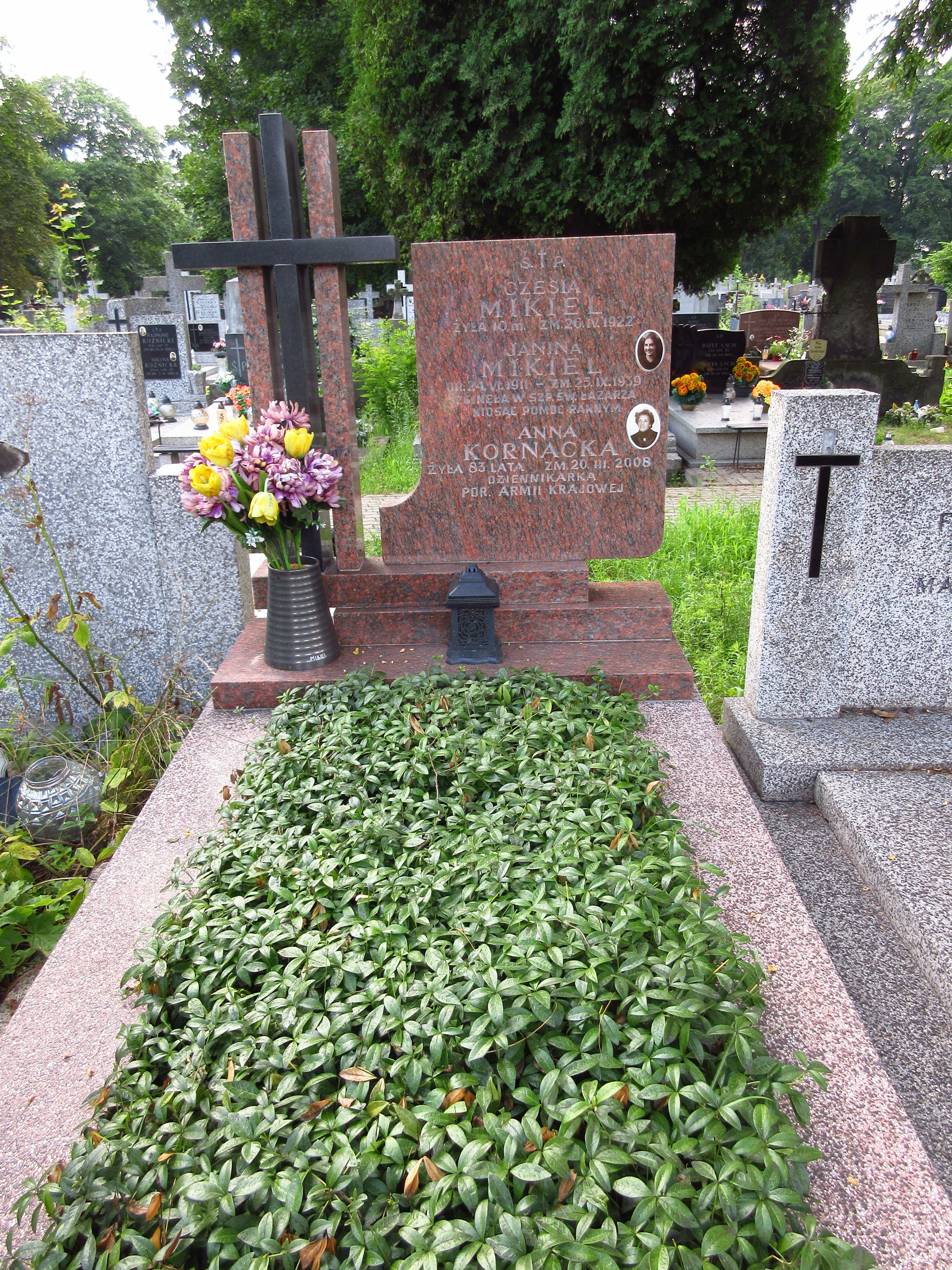
Grób Anna Kornackiej na Cmentarzu Bródnowskim.

Pochowana na cmentarzu Bródnowskim (kwatera 80A-5-26).

## Odznaczenia
- Krzyż Oficerski Orderu Odrodzenia Polski